# Euphorbia crepuscula
Euphorbia crepuscula là một loài thực vật có hoa trong họ Đại kích. Loài này được (L.C.Wheeler) Steinm. & Felger mô tả khoa học đầu tiên năm 1995 publ. 1996.